# Blumah
Blumah is een plaats en een bestuurslaag op het 4de niveau (kelurahan/desa). Blumah ligt in het onderdistrict (kecamatan) Plantungan  in het regentschap Kendal van de provincie Midden-Java, Indonesië. Blumah telt 1.133 inwoners (volkstelling 2010).
Blumah is gelegen op de zuid westelijke punt van het  regentschap Kendal. De westelijke grens met het regentschap Batang wordt gevormd door de rivier Lampir (Kali Lampir). De zuidelijk grens met het regentschap Wonosobo wordt gevormd door de hooglanden van Dieng. 
Blumah is een bergachtig gebied  aan de voet van de berg Prau, die gelegen is  in het noordelijke deel van de hooglanden van Dieng.  Er is een tientallen meters hoge waterval, de Curug Semawur.
Blumah heeft een oppervlakte van 312.25 hectare. Deze zijn in gebruik met:  37.83 ha voor niet-technisch geïrrigeerde rijstvelden (Paddy's), 107.25 ha voor permanente niet-bevloeide akkerbouw (Tegalan),  9.95 ha voor tuinbouw en kassen.  Er zijn 139.00 ha staatsbossen, de overige 18.22 ha wordt gebruik voor bebouwing wegen rivieren enz.
In het administratieve grondgebied Blumah liggen twee dorpen: 
- Blumah[1] (met 2 gehuchten en   6 buurten)
- Jiwan[5] (Kejiwan/Kedjiwan)  (met 1 gehucht en 2 buurten)[4]